# Высокий замок (парк)
Парк «Высо́кий за́мок» (укр. Високий замок) — парк во Львове (Украина), памятник садово-паркового искусства местного значения. Парк входит в состав природо-заповедного фонда Украины как национальное достояние. Парк «Высокий замок» был основан в 1835 году (по другим данным в 1853). Расположен на склонах Замковой (Княжей) горы вблизи парка «Знесенье». Общая площадь парка — 36,2 га. В насаждениях парка преобладают лиственные породы: конский каштан, клен, вяз, ясень, липа, береза, тополь, акация, дуб, лиственница, граб, ольха черная, черёмуха, сирень обыкновенная, боярышник однопестичный, жасмин, дейция, спирея японская а также сосны. В парке можно встретить экзотические и редкие растения, такие как ликвидамбар, бук лесной пупурнолистый, Магнолия Кобус, гинкго и сосны черной.
Состоит из двух террас. На нижней террасе находятся домик садовника (1892), каштановая аллея, ресторан, нижняя смотровая площадка, памятный знак в честь Максима Кривоноса, а также памятный камень, поставленный в честь победы польского короля Яна III Собеского над турецким войском 1675 года на Лисиничских полях, которые видно с этого места. Для украшения парка здесь, в середине XIX века, установили искусственную пещеру с надписью «15 августа 1841 года», вход к которой охраняют два каменных льва XVII века из старой Ратуши с гербами львовских патрицианских семей на щитах.
На верхней террасе находится искусственный курган со смотровой площадкой (высота 413 над уровнем моря), насыпанный в 1869—1900 годах польской общественностью города в честь 300-летия Люблинской унии. Там же находятся остатки крепостной стены замка, построенного польскими королями, из которого позже был взят материал для строительства кургана в честь Люблинской унии. В верхней части парка расположен Львовский телецентр и телетрансляционная вышка (высотой 192 метра), и ещё одна скульптура каменного льва, перенесённая сюда от ратуши в 1874 году.

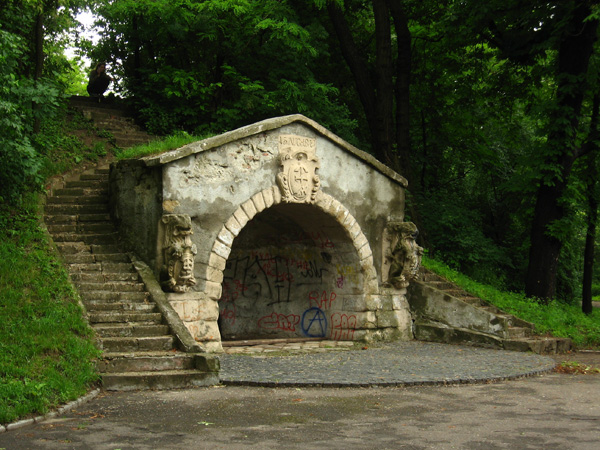
Грот на нижней террасе парка (1841)
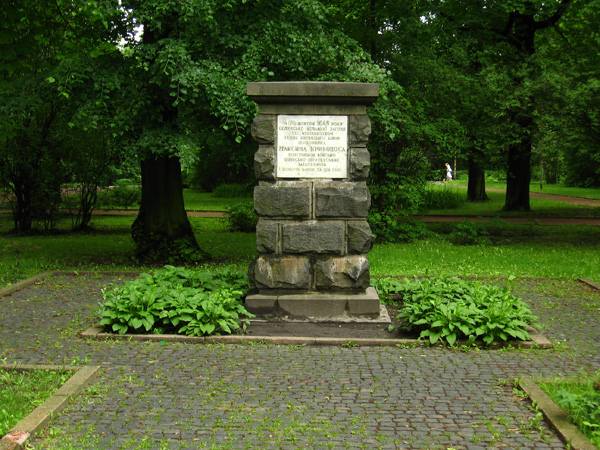
Памятный камень в честь казацко-крестьянских войск под предводительством Максима Кривоноса, которые взяли штурмом Высокий Замок в октябре 1648 года
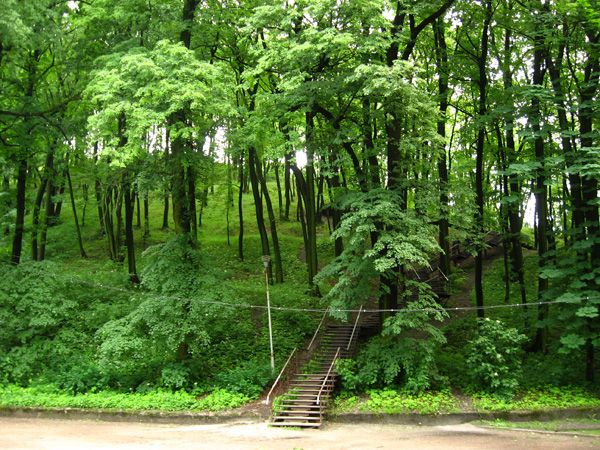
Лестница, ведущая с первой террасы парка на вторую